# هاينز فيرنر (لاعب كرة قدم)
هاينز فيرنر (بالألمانية: Heinz Werner)‏ (12 أبريل 1916 بريزا في ألمانيا - ) هو مدرب كرة قدم ولاعب كرة قدم ألماني (وحمل سابقاً جنسية ألمانيا الشرقية) في مركز حراسة المرمى. لعب مع BSG Stahl Riesa ‏.

## وصلات خارجية
- هاينز فيرنر على موقع عالم كرة القدم.نت (الإنجليزية)